# Iron Jawed Angels
Iron Jawed Angels (traducida como Ángeles de hierro) es una película de 2004 dirigida por Katja von Garnier y protagonizada por Hilary Swank, Frances O'Connor, Julia Ormond y Anjelica Huston. Se enfoca en el movimiento sufragista de las mujeres estadounidenses en 1910. La película fue aclamada en el Festival de Cine de Sundance.
La película está basada en hechos históricos, y sigue a las activistas Alice Paul y Lucy Burns mientras utilizan estrategias pacíficas y eficaces, tácticas, protestas, luchas y diálogos tendientes a lograr para las mujeres el derecho al voto; revolucionando el movimiento feminista estadounidense.

## Elenco
- Hilary Swank como Alice Paul.
- Frances O'Connor como Lucy Burns.
- Molly Parker como Emily Leighton.[2]
- Laura Fraser como Doris Stevens.
- Lois Smith como la reverenda doctora Anna Howard Shaw.
- Vera Farmiga como Ruza Wenclawska.
- Brooke Smith como Mabel Vernon.
- Patrick Dempsey como Ben Weissman.
- Julia Ormond como Inez Milholland.
- Adilah Barnes como Ida B. Wells.
- Anjelica Huston como Carrie Chapman Catt.